# Caranaíba
Caranaíba là một đô thị thuộc bang Minas Gerais, Brasil. Đô thị này có diện tích 160,022 km², dân số năm 2007 là 3445 người, mật độ 21,8 người/km².